# Tecnam P2012 Traveller

Tecnam P2012 Traveller

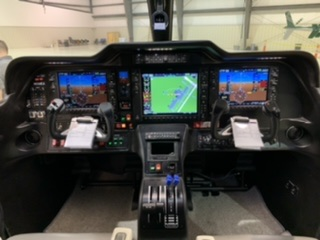
Armaturenbrett

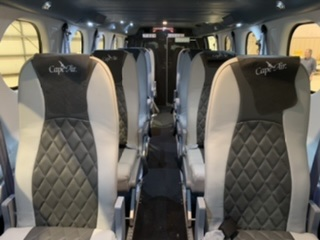
Kabine

Die Tecnam P2012 Traveller ist ein zweimotoriges, durch Kolbenmotoren angetriebenes und als Schulterdecker ausgelegtes Zubringerflugzeug des italienischen Herstellers Tecnam. Die Maschine ist nicht mit einer Druckkabine ausgestattet.

## Geschichte
Beim Entwurf des Flugzeugs wurden die Vorgaben der Regelwerke „FAR Part 23“ und „EASA CS-23“ berücksichtigt. Bei der Konstruktion arbeitete Tecnam mit der Fluggesellschaft Cape Air aus Massachusetts zusammen, die auch eine Absichtserklärung zur Beschaffung von 100 Maschinen abgegeben hat, mit denen ihre veralteten Cessna 402 ersetzt werden sollen. Das Rollout war am 1. April 2016 und der Erstflug am 21. Juli 2016.
Bis April 2017 hatte der Prototyp über 100 Flugstunden absolviert. Nach Erstflug des zweiten Prototyps am 22. Dezember 2017 und 600 Stunden Flugerprobung der beiden Flugzeuge erfolgte Ende 2018 die EASA-Musterzulassung.
Am 16. Oktober 2019 stellte Cape Air auf dem Barnstable Municipal Airport in Hyannis ihre ersten beiden P2012 vor, die sie einige Wochen zuvor erhalten hatte. Anfang Dezember 2019 wurde mit den neuen Maschinen der Liniendienst aufgenommen, zunächst auf der 200 Kilometer langen Strecke von Boston nach Rutland. Weitere 18 fest bestellte Maschinen sollen folgen, außerdem bestehen noch Optionen auf 90 Flugzeuge.
Als zweiter Kunde erhielt Zil Air (Seychellen) am 29. November 2019 ihre erste P2012 Traveller, die nach einem sechstägigen, 8300 Kilometer langen Überführungsflug vom italienischen Flugplatz Capua auf dem Flughafen Mahé eintraf. Zil Air hat Optionen auf zwei weitere Maschinen, die ebenfalls mit der wahlweise erhältlichen Klimaanlage ausgerüstet sein sollen.
Am 26. Februar 2020 eröffnete Cape Air den kommerziellen Liniendienst von Hyannis nach Nantucket. Kurz darauf kamen die Strecken von Hyannis nach Boston sowie Boston nach Nantucket hinzu. Zu diesem Zeitpunkt bestand die Flotte von P2012 Traveller aus fünf Exemplaren. Gleichzeitig erwartete die Gesellschaft, bis Ende 2020 insgesamt 20 Stück zu betreiben. Diese Prognose wurde allerdings kurz vor dem Ausbruch der Corona-Krise in der Luftfahrt gemacht. Im Mai 2022 waren dann bei Cape Air doch schon 30 P2012 Traveller im Einsatz.
Erste europäische Fluggesellschaft, die eine P2012 Traveller betreibt, ist die „Alpen Air“ mit Sitz in Augsburg. Diese setzt das Flugzeug hauptsächlich für Rundflüge über München und den Alpen ein.
Der erste Betreiber in Samoa, Pacific Air Charters, übernahm im Juli 2023 die ersten zwei von nunmehr vier Exemplaren. Die Muttergesellschaft betreibt bereits zwei weitere P2012. Sie unterzeichnete nun eine Festbestellung für nochmals zwei und eine Option auf 23  Maschinen.

## P2012 P-Volt
Im Jahr 2020 begann Tecnam mit der Entwicklung einer nur mit elektrischen Motoren angetriebenen Version, der P2012 P-Volt. Nach intensiven Untersuchungen, zeitweise zusammen mit Rolls-Royce, und der Entwicklung einer dafür optimierten Tragfläche, kam man zu der Erkenntnis, dass sich mit der derzeitigen Batterie-Technologie ein wirtschaftlich sinnvolles Produkt nicht erreichen lasse. Die Entwicklung wurde deshalb im Juli 2023 wieder eingestellt.
Es war festgestellt worden, dass man schon wenige Wochen nach Auslieferung nur noch Strecken von weniger als 40 nautischen Meilen (NM) (74 Kilometern) befliegen konnte. Tests hatten ergeben, dass solche Batterien derart rasch an Leistung verloren, dass nicht einmal die ursprünglich geplante Reichweite von 85 NM (157 Kilometern) erzielt werden konnte, die ohnehin weit unter den 950 NM (1760 Kilometern) der Grundversion mit Kolbenmotoren gelegen hatte. Dazu kam, dass alleine die Gesamtbatterie mit 215 kWh-Kapazität mehr als 300.000 US-Dollar kosten würde. Auch Rolls-Royce sieht für den unteren Regionalflugsektor inzwischen bessere Verwirklichungschancen für Antriebe mit hybrid-elektrischen oder Brennstoffzellen-Charakteristika.

## P2012 STOL
Die im Oktober 2022 vorgestellte Variante P2012 STOL mit zwei Continental GTSIO-520-S und 2,26 Meter großen Dreiblattpropellern benötigt nur 155 m/365 m Start- und Landerollstrecke, womit die Werte der Ursprungsversion fast halbiert werden. Sie ist 2,60 Meter breiter als die Standardversion.

## Technische Daten
| Kenngröße                 | P2012 Airline                                    | P2012 STOL                                          |
| ------------------------- | ------------------------------------------------ | --------------------------------------------------- |
| Besatzung                 | 2                                                | 2                                                   |
| Passagiere                | 9                                                | 9                                                   |
| Höhe                      | 4,4 m                                            | 4,4 m                                               |
| Länge                     | 11,8 m                                           | 11,8 m                                              |
| Spannweite                | 14 m                                             | 16,60 m                                             |
| Tankinhalt                | 750 l                                            |                                                     |
| Nutzlast                  | 1414 kg                                          | 1284 kg                                             |
| Leermasse                 | 2260 kg                                          |                                                     |
| max. Startmasse           | 3680 kg                                          | 3680 kg                                             |
| Triebwerke                | 2 × Lycoming TEO-540-C1A, je 375 PS (ca. 280 kW) | 2 × Continental GTSIO-520-S, je 375 PS (ca. 280 kW) |
| Startstrecke              | 791 m                                            | 426 m                                               |
| Landestrecke              | 743 m                                            | 360 m                                               |
| max. Reisegeschwindigkeit | 194 kn (ca. 360 km/h) in 10.000 ft (ca. 3.050 m) | 185 kn (ca. 340 km/h) in 10.000 ft (ca. 3.050 m)    |
| Steigrate                 | 5,8 m/s, 1150 ft/min                             |                                                     |
| Dienstgipfelhöhe          | 19.500 ft (5.944 m)                              |                                                     |
| Reichweite                | 950 NM (ca. 1.760 km)                            | 905 NM (ca. 1.680 km)                               |